# 凌嗣音
凌嗣音（1550年—1609年），字孟昭，號存彝，浙江湖州府烏程縣人，民籍，明朝政治人物。

## 生平
萬曆四年丙子科浙江鄉試第五十二名，萬曆八年（1580年）庚辰科會試第一百五十二名，登三甲第三十四名進士。刑部觀政，本年初授南昌縣知縣，十一年調任羅田縣，十六年升南京刑部主事，二十年升郎中，二十六年升廣西梧州府知府，萬曆三十一年（1603年）陞廣西副使，分巡桂林兵備。萬曆三十七年卒。

## 家族
曾祖凌雯；祖父凌縉；父凌雅。母崔氏。